# ライフフーズ
株式会社ライフフーズ（英: Life Foods Co., Ltd.）は、大阪府吹田市に本部を置く和食レストランチェーンを運営する企業。元はスーパーマーケットを運営するライフコーポレーションの関連企業であったことから、現在でもコーポレートマークがライフコーポレーションの色違いである。東海地方、近畿地方を中心に出店している。
ヨークベニマルの関連会社である「株式会社ライフフーズ」とは無関係である。

## 沿革
出典：
- 1986年（昭和61年）
  - 3月3日 - ライフコーポレーションの外食事業部を母体に、エル・フーズ株式会社を設立。
  - 12月 - 「ザめしや」第1号店として、奈良県橿原市に橿原店を開店。
- 1990年（平成2年）3月 - ライフコーポレーションから完全独立。
- 1991年（平成3年）3月1日 - 現社名に変更。
- 1992年（平成4年）3月1日 - 本社を大阪府吹田市へ移転。
- 1995年（平成7年）3月 - 東海地区進出1号店（40号店）として三重県四日市市に四日市日永店を開店。
- 1997年（平成9年）3月 - 九州地区進出第1号店（52号店）として佐賀県佐賀市に佐賀松原店を開店。額面変更のため、株式会社ライフフーズ（旧株式会社米安）と合併。
- 1999年（平成11年）5月 - 店舗併設のサポートセンター（自社研修センター）を大阪府茨木市に建設。
- 2000年（平成12年）12月 - ファーストフード第1号店として大阪府吹田市に「ザめしや24」江坂店を開店。
- 2001年（平成13年）8月 - コミッサリー（原材料加工工場）を大阪市此花区に開設。
- 2002年（平成14年）12月 - 第三者割当増資を行い、資本金を1,551百万円に増額。
- 2005年（平成17年）
  - 1月 - 「街かど屋」第1号店として「ザめしや24」烏丸五条店を業態転換。
  - 9月 - 「めしや食堂」第1号店として、名古屋市港区に港七番町店を開店。コミッサリー（原材料加工工場）を閉鎖。
- 2006年（平成18年）12月14日 - ジャスダック上場。
- 2007年（平成19年）8月 - 「街かど屋」第20号店として、大阪市生野区に林寺店を開店。
- 2008年（平成20年）10月 - 「讃岐製麺」第1号店として「ザめしや」滝子通店を業態転換。
- 2009年（平成21年）
  - 2月 - 「讃岐製麺」第10号店として「めんむす」八尾店を業態転換。
  - 12月 - 「讃岐製麺」第20号店として、名古屋市名東区に高針店を開店。
- 2010年（平成22年）
  - 4月 - ジャスダック証券取引所と大阪証券取引所の合併に伴い、大阪証券取引所（JASDAQ市場）に株式を上場。
  - 5月 - 店舗併設のサポートセンター（自社研修センター）を閉鎖。
  - 10月 - 大阪証券取引所へラクレス市場、同取引所JASDAQ市場及び同取引所NEO市場の各市場の統合に伴い、大阪証券取引所JASDAQ（スタンダード）に株式を上場。
- 2012年（平成24年）1月 - 「街かど屋」第30号店として、大阪市西成区に南津守店を開店。
- 2013年（平成25年）7月 - 大阪証券取引所と東京証券取引所の市場統合に伴い、東京証券取引所JASDAQ（スタンダード）に株式を上場。

## 店舗
2025年1月現在、5つの業態で店舗展開を行っている。

### ザめしや
和食を中心としたカフェテリア方式の業態。

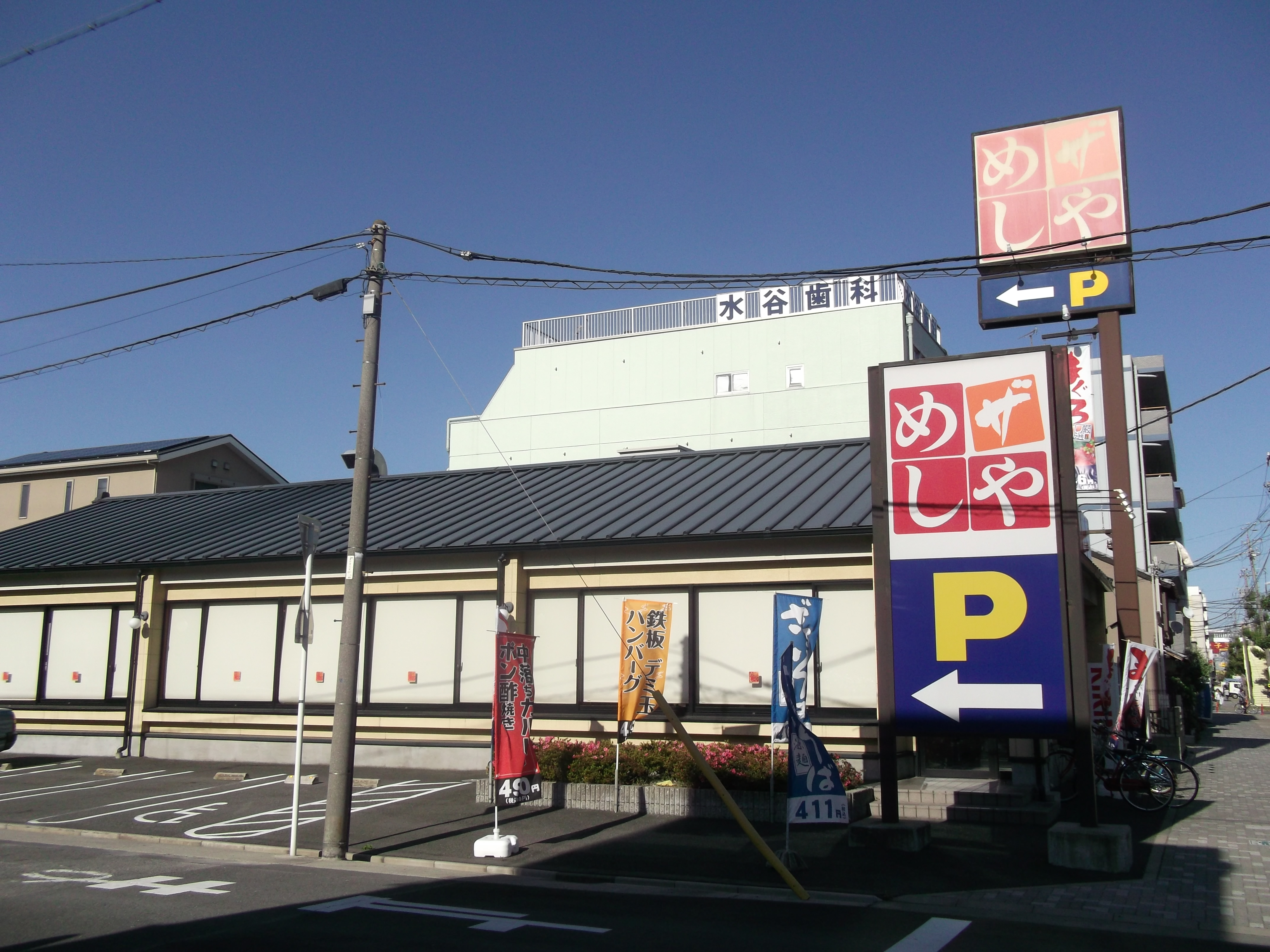
ザめしや 妙音通店（名古屋市瑞穂区、2014年5月）

2025年1月現在、愛知県・三重県・岐阜県・大阪府・京都府・兵庫県・奈良県・岡山県に店舗が存在する。

#### 過去の店舗
- 姫路砥堀店（2020年6月閉店）[7]
- 八尾久宝寺店（2020年11月閉店）[8]
- 池田店（2021年1月閉店）[9]
- 大津膳所店（2023年5月閉店）[10]
- 鶴見店（2023年5月閉店）[11]
- 一宮店（2024年1月閉店）[12]
- 姫路飾磨店（2024年1月閉店）[13]
- 荒本店（2024年3月閉店）[14]

### 街かど屋（ザめしや24）

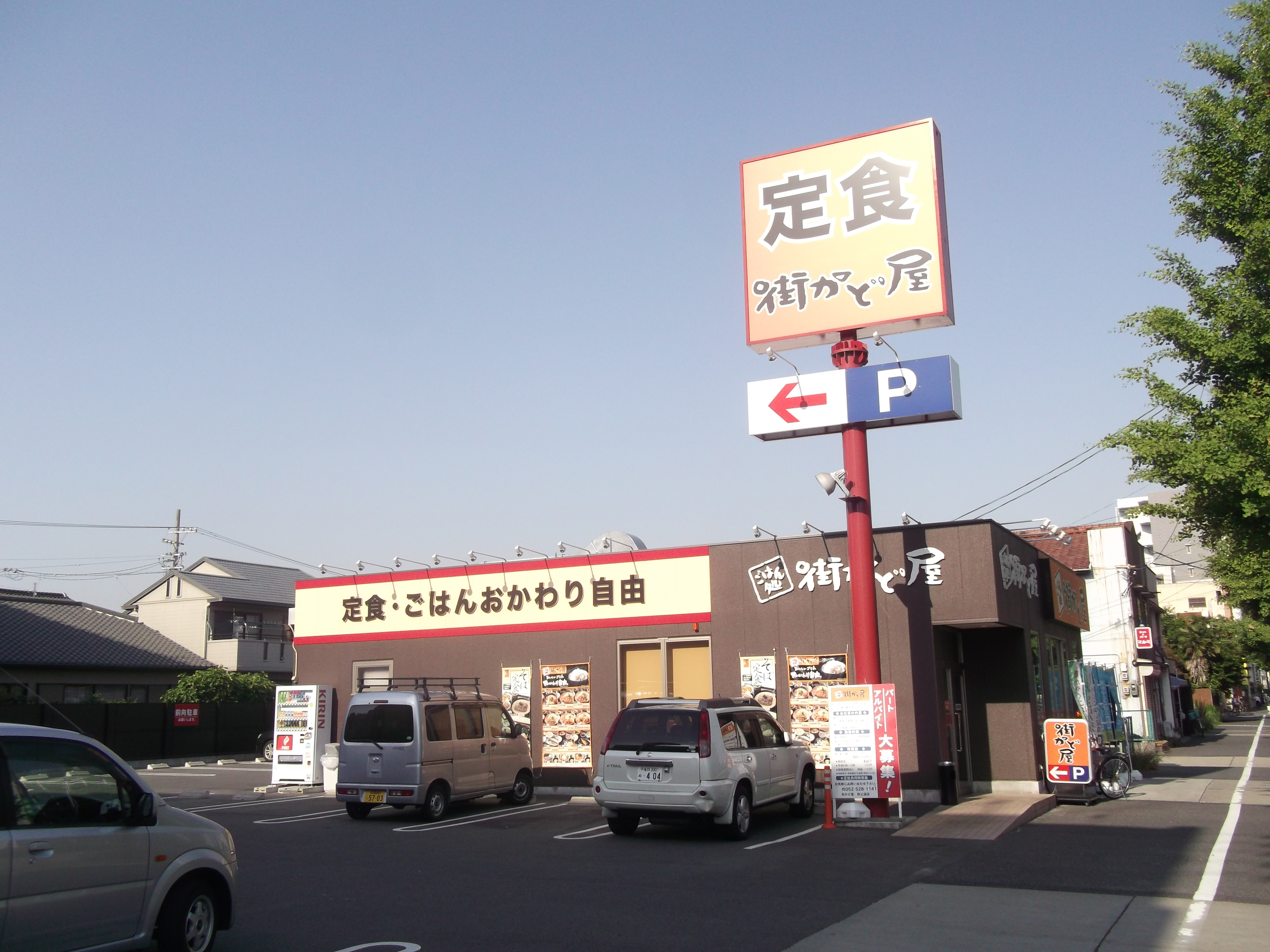
街かど屋 秩父通店（名古屋市西区、2014年5月）

丼物・定食にメニューを絞り込んだ定食屋スタイルの業態。
2025年1月現在、愛知県・三重県・岐阜県・大阪府・京都府・兵庫県・奈良県に店舗が存在する。

### めしや食堂
「ザめしや」のノウハウを生かした小型店舗。

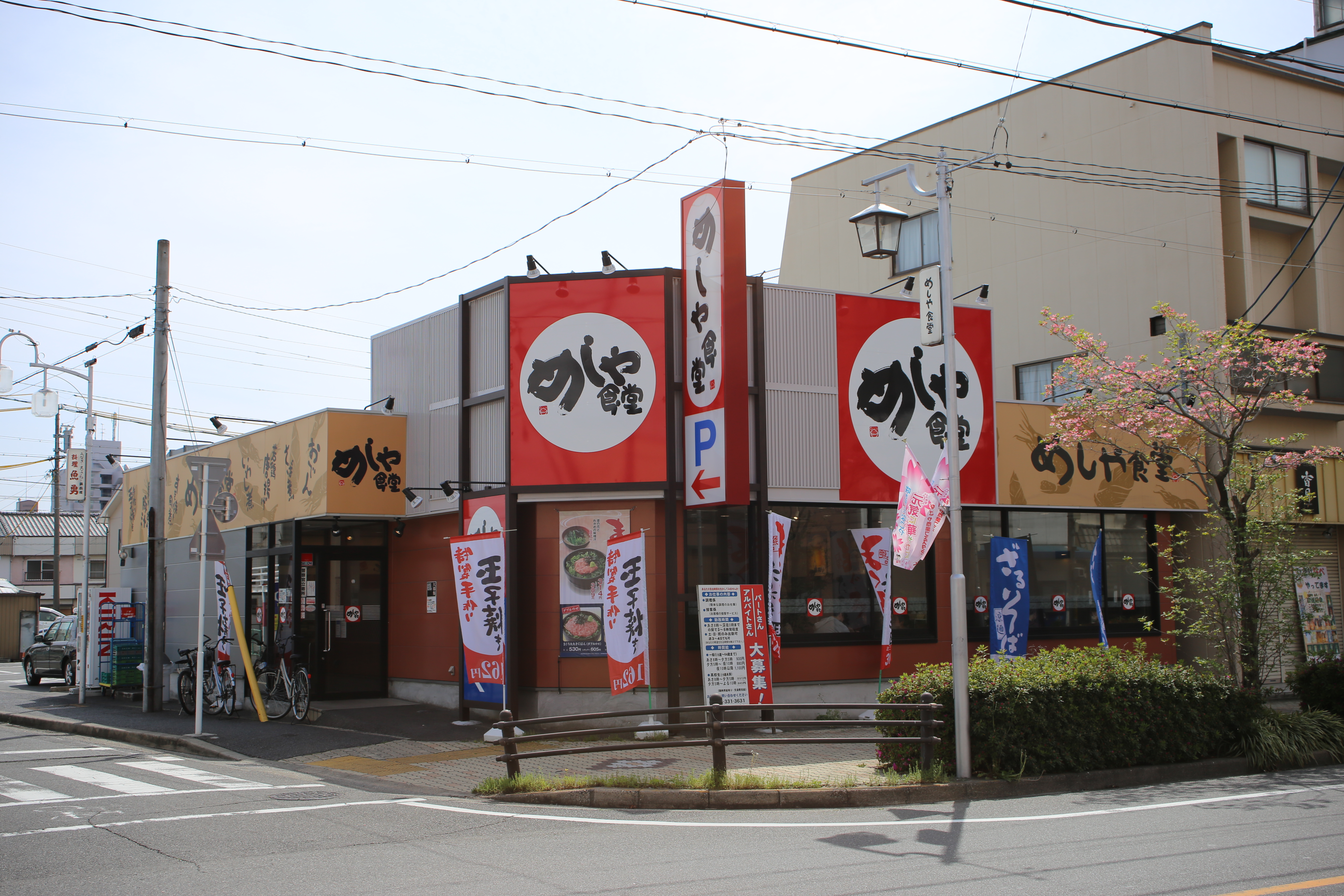
めしや食堂 尾頭橋店（名古屋市中川区、2017年4月）

2025年1月現在、愛知県・大阪府・京都府・兵庫県に店舗が存在する。

### 讃岐製麺
自家製麺のうどん業態。

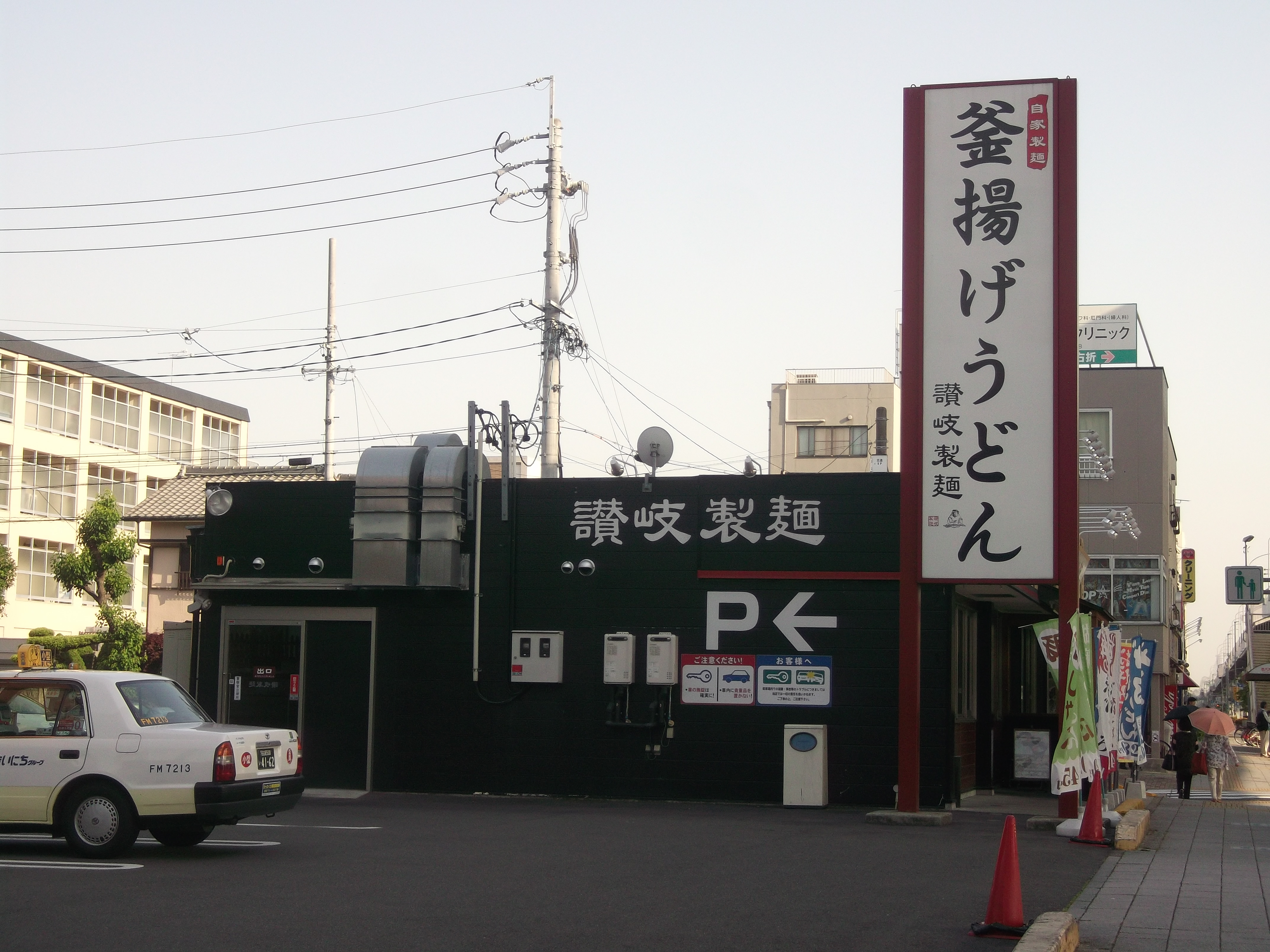
讃岐製麺 中切店（名古屋市北区、2014年5月）

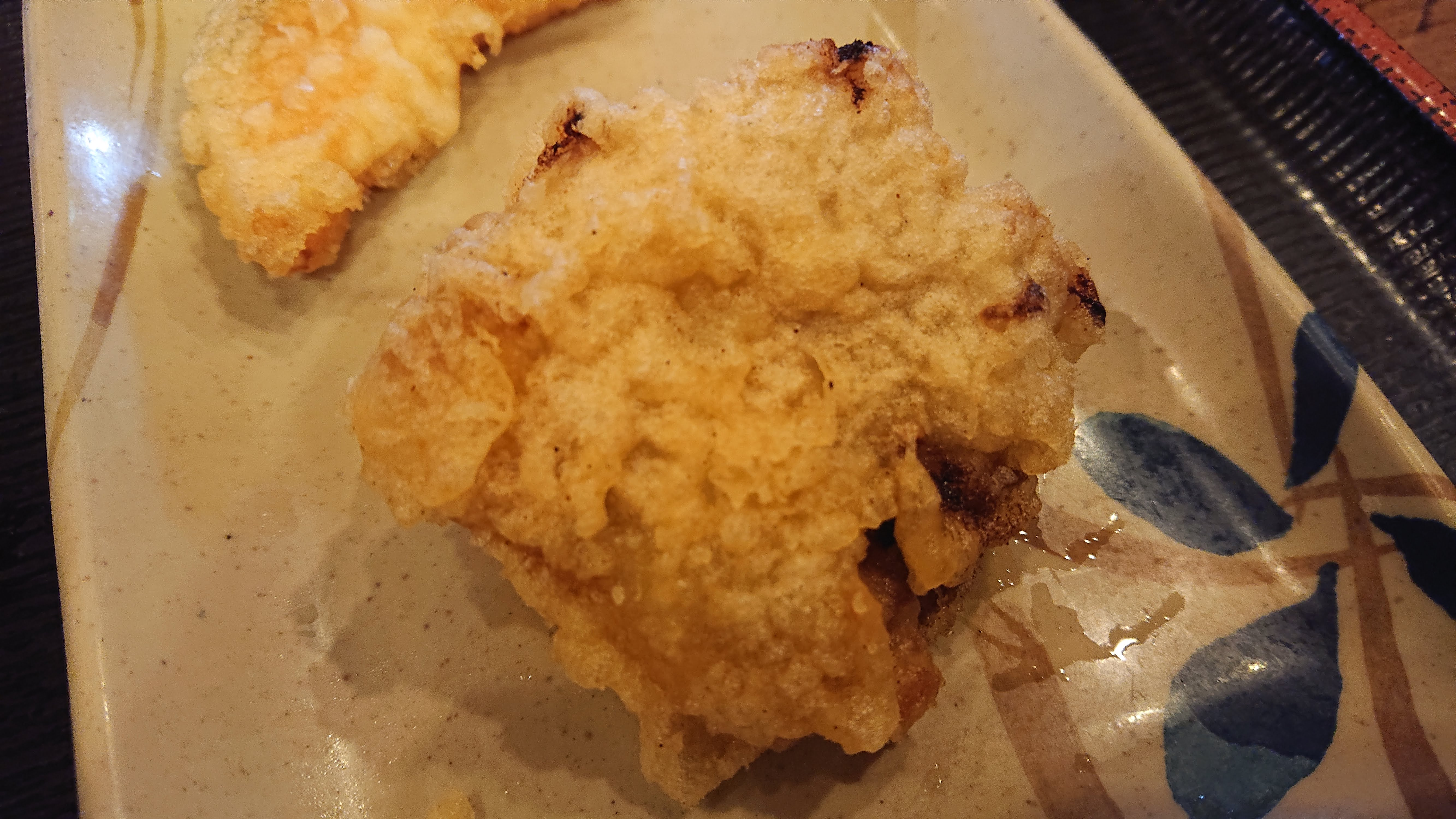
讃岐製麺のミニ鶏天

2025年1月現在、愛知県と大阪府に店舗が存在する。

### うわじ丸
回転寿司のブランド。
2025年1月現在、大阪府に1店舗が存在する。

### 過去に展開していた店舗
出典：

#### めんむす
カフェテリア方式でうどんを提供する業態。また、「ザめしや」のメニューの一部も合わせて提供しており、うどんとおむすびだけでなく幅広い客のニーズに応えたメニューを提供。

#### めしやっこ
「ザめしや」と同様のカフェテリア方式の店舗形態及びノウハウを用いながら、価格での差別化を図った低価格メニュー主体の業態。「ヘルシー和食をさらに気軽に」を合い言葉に、新たな顧客層開拓を目的として設立した業態である。

## 資本構成
企業・団体は当時の名称。出典：

### 2018年2月28日
| 発行済株式総数 | 株主数 |
| -------------- | ------ |
| 3,660,400株    | 1,852  |

| 株主                                | 株式数    | 比率   | 議決権 |
| ----------------------------------- | --------- | ------ | ------ |
| 公益財団法人ライフスポーツ財団      | 600,000株 | 16.39% | 18.41% |
| 清久商事                            | 524,800株 | 14.34% | 16.10% |
| 清水三夫                            | 409,200株 | 11.18% | 12.55% |
| ライフフーズ従業員持株会            | 373,600株 | 10.21% | 11.46% |
| 資産管理サービス信託銀行（信託E口） | 200,000株 | 5.46%  | 6.14%  |
| 麒麟麦酒                            | 100,000株 | 2.73%  | 3.07%  |
| ケイ低温フーズ                      | 60,000株  | 1.64%  | 1.84%  |
| 昭和                                | 60,000株  | 1.64%  | 1.84%  |
| 紀陽銀行                            | 40,000株  | 1.09%  | 1.23%  |
| 神明                                | 40,000株  | 1.09%  | 1.23%  |
| 清水京子                            | 40,000株  | 1.09%  | 1.23%  |
| 清水周一                            | 40,000株  | 1.09%  | 1.23%  |
| 自己株式                            | 400,879株 | 10.95% | 0.00%  |